# Jean Foy-Vaillant
Jean Foy-Vaillant (Beauvais, 23 marzo 1632 – Parigi, 23 ottobre 1706) è stato un numismatico e avvocato francese.

## Biografia
Figlio di Jean Foy e di Françoise Delacroix, a causa del decesso dal padre, fu adottato da giovane dal suo prozio Nicolas Vaillant, procuratore generale fiscale del vescovo-conte di Beauvais, aggiungendo il suo cognome a quello paterno. Segue con successo gli studi al collegio di Beauvais, termina la sua formazione all'età di quattordici anni e a diciassette è accolto come avvocato al Parlamento di Parigi. In seguito scelse di seguire gli studi di medicina e fu dichiarato dottore in medicina a ventitré anni, ma non ha mai esercitato la professione.
In seguito alla scoperta di un tesori di monete romane, si consacrò interamente allo studio delle medaglie e a decifrare e classificare le monete.
Durante il suo soggiorno a Parigi fece la conoscenza con Pierre Seguin, che possedeva un ricco gabinetto di medaglie. Seguin gli presentò altri due numismatici, il primo presidente Lamoignon 
e il procuratore generale Harlay. Fu anche presentato al guardiano del Medagliere del re, che lo mise in contatto con Colbert.
Noto per la sua erudizione, fece diversi viaggi a spese di Luigi XIV in Italia, in Sicilia, in Grecia, in Egitto, in Persia, nei Paesi Bassi e in Inghilterra, da dove riportò preziose raccolte numismatiche, che contribuirono a fare del Cabinet des médailles reale il primo in Europa. 
Il 1670 fu a Roma dove incontrò il disegnatore Guillaume-Joseph Grelot con cui partì per Smirne.
I suoi viaggi non furono senza gravi pericoli: fu catturato dai pirati durante il suo secondo viaggio nel 1674, passò quattro mesi e mezzo in schiavitù, riacquistando la sua libertà solo grazie all'intervento del dey di Algeri. Minacciato di essere catturato per la seconda volta, decise di inghiottire il suo prezioso carico di antiche monete d'oro.
Addetto al Cabinet des médailles del duc du Maine, Luigi Augusto di Borbone, su intervento di Louvois fu incaricato al Cabinet des médailles del re nel 1684 con l'incarico di metterlo in ordine et di elaborare il catalogo.
Fu nominato alla Académie des inscriptions al momento della creazione ufficiale nel luglio 1701. 

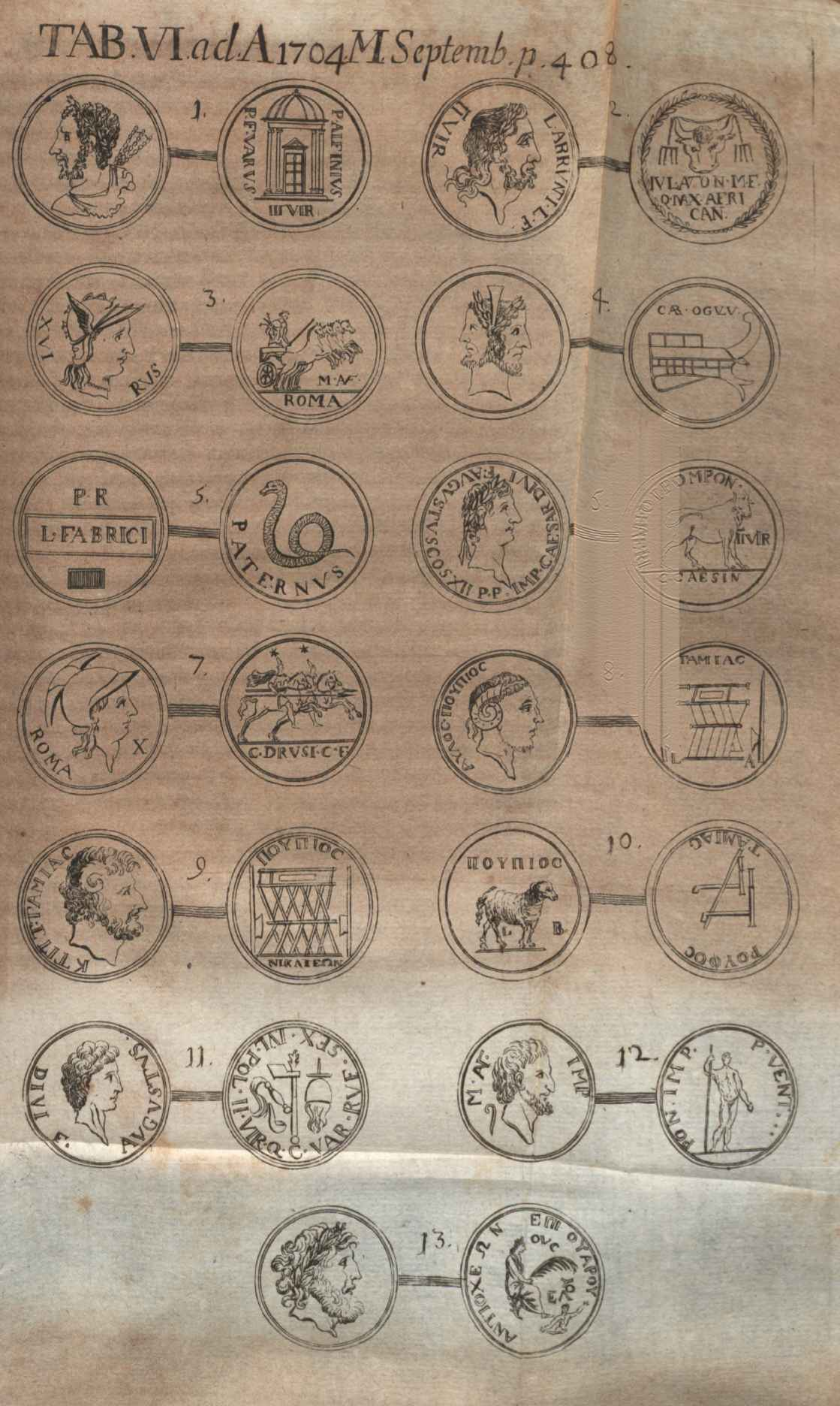
Illustrazione all'articolo Nummi antiqui familiarum romanarum, ... pubblicato sugli Acta Eruditorum del 1704

Sposò prima Antoinette Adrien, e poi, su dispensa papale, Louise Adrian, tutte e due figlie dell'avvocato Pierre Adrien e d'Antoinette Le Boucher, e nipoti del giureconsulto e poeta Raoul Adrien. Dalle seconde nozze ebbe Jean-François Foy-Vaillant (1665-1708), che seguì le orme paterne e fu ammesso anch'egli all'Académie des inscriptions. Gli altri figli seguirono la carriera delle armi.

## Opere
Tra le altre, ha pubblicato : 
- Numismata imperatorum Romanorum, 1674 ;
- Seleucidarum imperium, sive historia regum Syriae, Parigi, 1681 (sulle monete dei Seleucidi) ;
- Historia Ptolemoerum Egypti regum, ad fidem numismatum accommodata, Amsterdam, 1701 (sulle monete della Dinastia tolemaica) ;
- L'Histoire de l'Empire Parthe illustrée par la numismatique, completata e pubblicata da Charles de Valois de La Mare;
- Altre opere sulle monete provinciali romane o sulle monete dei Parti.